# Bathysa multiflora
Bathysa multiflora är en måreväxtart som beskrevs av Louis Otho Otto Williams. Bathysa multiflora ingår i släktet Bathysa och familjen måreväxter.
Artens utbredningsområde är Peru. Inga underarter finns listade i Catalogue of Life.